# Gregory Bateson
Gregory Bateson, född 9 maj 1904 i Grantchester, Cambridgeshire, död 4 juli 1980 i San Francisco, Kalifornien, var en brittisk antropolog, kommunikationsteoretiker och systemteoretiker. Han var en period gift med Margaret Mead.

## Biografi
Gregory Bateson var son till William Bateson, känd biolog och genetiker, och yngst av tre bröder. Efter båda brödernas olyckliga död valde Gregory att gå i sin faders fotspår och utbildade sig till biolog (zoolog). Kort efter utbildningen träffar Bateson A. C. Haddon som var en av Englands första antropologer. Bateson blev intresserad av Haddons berättelser och bestämde sig för att läsa socialantropologi under ledning av Bronislaw Malinowski och Radcliffe-Brown. Han gjorde sitt fältarbete på Nya Guinea där han levde med Iatmul-folket. Avhandlingen går under titeln Naven.
1936 gifte sig Bateson med Margaret Mead. De gjorde gemensamma fältarbeten på Bali. 1939 flyttade Bateson med fru permanent till USA. Samma år föddes deras dotter Mary Catherine Bateson. Bateson blev allt mer intresserad av cybernetik och självreglerande system. Som en följd av detta deltog han i de s.k. Macy-konferancerna, 1942 och framåt, där en tvärvetenskaplig grupp diskuterade cybernetik. I egenskap av antropolog blev han engagerad att forska kring mänsklig kommunikation bland psykiatriska patienter. Det var i samband med detta som han lade fram teorin om dubbelbindning (sociologi) (eng. double bind).
Bateson lade, tillsammans med Jurgen Ruesch, i boken Communications - A social matrix of Psychiatry fram tanken att det vore bra med en metavetenskap inom kommunikationstraditionen, eftersom vi människor använder "samma" hjärna, "samma" språk och "samma" kommunikationskompetens inom alla områden där mänsklig kommunikation används.
En sådan vetenskap har sedan dess under utveckling, av bland andra Richard Bandler och John Grinder inom NLP-traditionen. Vidareutvecklingen fortsätter inom den traditionen och i kommunikationstraditionen i allmänhet.
Batesons senare verk som "Steps to an Ecology of Mind" och "Mind and Nature - A Necessary Unit" kom att spela stor roll för miljö- och alternativrörelsen.